# Cesare Albertini
Cesare Albertini (Mantova, 21 gennaio 1770 – Brno, 30 ottobre 1833) è stato un patriota italiano.

## Biografia
Influenzato dalla rivoluzione francese, fu più volte imprigionato dagli Austriaci e divenne membro della consulta di Lione nel 1801.
Massone, fece parte della Loggia Les Amis de la gloire et de arts, costituita a Mantova il 18 aprile 1803 all'obbedienza del Grande Oriente di Francia, che nel 1813 passò all'obbedienza del Grande Oriente d'Italia sedente in Milano.
Subì un processo scagionante nel 1815, ma fu condannato a morte nel 1823 per la sua chiara partecipazione ai moti del 1820-21.
La sua condanna fu tramutate in pena detentiva. Fu imprigionato nella fortezza dello Spielberg, dove morì di stenti.